# Nuoto ai campionati mondiali di nuoto 2013 - 200 metri dorso femminili
Le qualifiche per la semifinale si sono svolte la mattina del 2 agosto 2013, mentre la semifinale si è svolta la sera dello stesso giorno. La finale, invece, si è svolta la sera del 3 agosto 2013.

## Medaglie
| Posizione | Atleta          | Paese       |
| --------- | --------------- | ----------- |
| Oro       | Missy Franklin  | Stati Uniti |
| Argento   | Belinda Hocking | Australia   |
| Bronzo    | Hilary Caldwell | Canada      |

## Record
Prima della manifestazione il record del mondo (WR) e il record dei campionati (CR) erano i seguenti.
| Record mondiale       | 2'04"06 | Missy Franklin Stati Uniti | 3 agosto 2012 Londra, Regno Unito |
| Record dei campionati | 2'04"81 | Kirsty Coventry Zimbabwe   | 1º agosto 2009 Roma, Italia       |

Durante la competizione è stato battuto il seguente record:
| Data     | Evento | Atleta         | Nazione     | Tempo   | Record                |
| -------- | ------ | -------------- | ----------- | ------- | --------------------- |
| 3 agosto | Finale | Missy Franklin | Stati Uniti | 2'04"76 | Record dei campionati |

## Risultati

### Batterie
| Pos. | Batteria | Corsia | Atleta                  | Nazionalità   | Tempo   | Note |
| ---- | -------- | ------ | ----------------------- | ------------- | ------- | ---- |
| 1    | 4        | 4      | Missy Franklin          | Stati Uniti   | 2'07"57 | Q    |
| 2    | 2        | 4      | Belinda Hocking         | Australia     | 2'07"64 | Q    |
| 3    | 2        | 3      | Hilary Caldwell         | Canada        | 2'07"81 | Q    |
| 4    | 2        | 5      | Daria Ustinova          | Russia        | 2'08"69 | Q    |
| 5    | 2        | 6      | Katinka Hosszú          | Ungheria      | 2'08"93 | Q    |
| 6    | 4        | 3      | Sinead Russell          | Canada        | 2'09"24 | Q    |
| 7    | 3        | 3      | Daryna Zevina           | Ucraina       | 2'09"31 | Q    |
| 8    | 3        | 4      | Elizabeth Pelton        | Stati Uniti   | 2'09"56 | Q    |
| 9    | 4        | 5      | Meagen Nay              | Australia     | 2'10"62 | Q    |
| 10   | 3        | 5      | Federica Pellegrini     | Italia        | 2'10"65 | Q    |
| 11   | 2        | 2      | Karin Prinsloo          | Sudafrica     | 2'10"71 | Q    |
| 12   | 4        | 1      | Evelyn Verrasztó        | Ungheria      | 2'10"86 | Q    |
| 13   | 4        | 6      | Sayaka Akase            | Giappone      | 2'10"87 | Q    |
| 14   | 3        | 7      | Miyu Otsuka             | Giappone      | 2'11"69 | Q    |
| 15   | 4        | 2      | Simona Baumrtová        | Rep. Ceca     | 2'11"86 | Q    |
| 16   | 3        | 1      | Bai Anqi                | Cina          | 2'12"14 | Q    |
| 17   | 4        | 7      | Eygló Ósk Gústafsdóttir | Islanda       | 2'12"32 |      |
| 18   | 3        | 8      | Fernanda González       | Messico       | 2'12"53 |      |
| 19   | 2        | 8      | Nguyen Thi Anh Vien     | Vietnam       | 2'12"75 |      |
| 20   | 4        | 8      | Sophia Batchelor        | Nuova Zelanda | 2'12"89 |      |
| 21   | 3        | 6      | Duane Da Rocha          | Spagna        | 2'14"01 |      |
| 22   | 3        | 0      | Carolina Colorado Henao | Colombia      | 2'14"02 |      |
| 23   | 2        | 1      | Im Da-Sol               | Corea del Sud | 2'14"07 |      |
| 24   | 2        | 7      | Selina Hocke            | Germania      | 2'14"10 |      |
| 25   | 3        | 2      | Lauren Quigley          | Gran Bretagna | 2'14"27 |      |
| 26   | 2        | 9      | Ugne Mazutaityte        | Lituania      | 2'14"41 |      |
| 27   | 1        | 3      | Zanre Oberholzer        | Namibia       | 2'14"52 |      |
| 28   | 2        | 0      | Klaudia Nazieblo        | Polonia       | 2'14"76 |      |
| 29   | 4        | 9      | Halime Zeren            | Turchia       | 2'15"48 |      |
| 30   | 1        | 4      | Gisela Morales          | Guatemala     | 2'15"63 |      |
| 31   | 1        | 5      | Tatiana Perstniova      | Moldavia      | 2'17"19 |      |
| 32   | 1        | 2      | Karen Vilorio           | Honduras      | 2'18"04 |      |
| 33   | 1        | 6      | Inés Remersaro          | Uruguay       | 2'24"15 |      |
| 34   | 1        | 7      | Kimiko Shihara Raheem   | Sri Lanka     | 2'26"61 |      |
|      | 3        | 9      | Ekaterina Avramova      | Bulgaria      |         | DNS  |
|      | 4        | 0      | Joanna Maranhão         | Brasile       |         | DNS  |

### Semifinali

#### Semifinale 1
| Pos. | Corsia | Atleta              | Nazionalità | Tempo   | Note |
| ---- | ------ | ------------------- | ----------- | ------- | ---- |
| 1    | 6      | Elizabeth Pelton    | Stati Uniti | 2'08"20 | Q    |
| 2    | 4      | Belinda Hocking     | Australia   | 2'08"49 | Q    |
| 3    | 5      | Daria Ustinova      | Russia      | 2'09"08 | Q    |
| 4    | 3      | Sinead Russell      | Canada      | 2'09"84 | Q    |
| 5    | 2      | Federica Pellegrini | Italia      | 2'09"97 |      |
| 6    | 8      | Bai Anqi            | Cina        | 2'11"18 |      |
| 7    | 1      | Miyu Otsuka         | Giappone    | 2'11"68 |      |
| 8    | 7      | Evelyn Verrasztó    | Ungheria    | 2'11"83 |      |

#### Semifinale 2
| Pos. | Corsia | Atleta           | Nazionalità | Tempo   | Note |
| ---- | ------ | ---------------- | ----------- | ------- | ---- |
| 1    | 4      | Missy Franklin   | Stati Uniti | 2'06"46 | Q    |
| 2    | 5      | Hilary Caldwell  | Canada      | 2'07"15 | Q    |
| 3    | 6      | Daryna Zevina    | Ucraina     | 2'08"74 | Q    |
| 4    | 3      | Katinka Hosszú   | Ungheria    | 2'08"97 | Q    |
| 5    | 7      | Karin Prinsloo   | Sudafrica   | 2'10"04 |      |
| 6    | 8      | Simona Baumrtová | Rep. Ceca   | 2'10"46 |      |
| 7    | 1      | Sayaka Akase     | Giappone    | 2'11"48 |      |
| 8    | 2      | Meagen Nay       | Australia   | 2'11"72 |      |

### Finale
| Pos. | Corsia | Atleta           | Nazionalità | Tempo   | Note                  |
| ---- | ------ | ---------------- | ----------- | ------- | --------------------- |
|      | 4      | Missy Franklin   | Stati Uniti | 2'04"76 | Record dei campionati |
|      | 6      | Belinda Hocking  | Australia   | 2'06"66 |                       |
|      | 5      | Hilary Caldwell  | Canada      | 2'06"80 |                       |
| 4    | 2      | Daryna Zevina    | Ucraina     | 2'08"72 |                       |
| 5    | 3      | Elizabeth Pelton | Stati Uniti | 2'08"98 |                       |
| 6    | 7      | Katinka Hosszú   | Ungheria    | 2'09"08 |                       |
| 7    | 8      | Sinead Russell   | Canada      | 2'10"46 |                       |
| 8    | 1      | Daria Ustinova   | Russia      | 2'11"30 |                       |